# Immer bei Anbruch der Nacht
Immer bei Anbruch der Nacht (Original: The Vampire) ist ein zum Jahresende 1956 entstandener, US-amerikanischer Gruselfilm  von Paul Landres.

## Handlung
Als der kleine Tommy ein Paket bei dem Sonderling Matt Campbell abliefern soll, findet er den Forscher in einem desolaten Zustand vor. Mit letzter Kraft bittet dieser den Teenager, der gerade ein Paket zustellen sollte, sofort zu Dr. Beecher zu radeln und ihn hierher zu holen. Als Beecher sich um Campbell kümmern will, stirbt dieser, nicht ohne dem Arzt Tabletten in die Hand zu drücken, deren Wirkstoff Campbell entwickelt hatte. Als Beechers Tochter ihrem Vater, der häufig unter Migräneanfällen leidet, die entsprechenden Tabletten holen soll, greift sie versehentlich nach den Campbell-Pillen. Am nächsten Morgen besucht Sheriff Donnelly Dr. Beecher und berichtet dem Arzt, dass in der vergangenen Nacht eine finstere Gestalt durch die Nachbarschaft gestreift sein soll. Er habe nichts gehört oder gesehen, erwidert Dr. Beecher, er habe fest geschlafen. Wenig später wird er zu der herzkranken Patientin Marion Wilkins gerufen, die vollkommen hysterisch auf ihn reagiert. Gleich danach stirbt Marion an einem Herzinfarkt. Beecher sieht zwei Wundmale an ihrem Hals. Auch der Sheriff erkennt die Bissmale an Marions Hals, als er dem städtischen Totenhaus einen Besuch abstattet. Wenig später trifft der Psychologe Will Beaumont in der Stadt ein, ein Studienfreund Beechers. Sein mit ihm angereister Kollege Henry Winston will die Forschungstätigkeit Campbells – es dreht sich um die Erforschung primitiver Instinkte – fortsetzen. Beecher beginnt sich sehr für diese Materie zu interessieren und bittet Will, ihm und Henry bei der Forschungsarbeit zusehen zu dürfen.
In der kommenden Nacht will Beechers Tochter Betsy ins Zimmer ihres Vaters, weil sie nicht einschlafen kann, doch Dr. Beecher hat sein Zimmer abgeschlossen. Das Fenster nach draußen ist geöffnet, und auf seinem Schreibtisch liegen Tabletten verstreut. Derweil ist Henry Winston mit der chemischen Analyse von Campbells Tabletten beschäftigt. Er hat herausgefunden, dass in ihnen Anteile von Fledermaus-Viren auftauchen. Plötzlich taucht von hinten ein Monster auf und tötet Henry. Am nächsten Morgen sind Will Beaumont und Sheriff zugegen, als die Leiche Henrys entdeckt wird. Wenig später stößt Dr. Beecher dazu. Er bemerkt auch hier Wundmale an dem Hals des Ermordeten und weist darauf hin, dass er diese Bissspuren, die er anfänglich für Insektenstiche gehalten hatte, auch an Marion Wilkins’ Hals sah. Beecher ahnt, dass seine Migräneanfälle, die Einnahmen der Tabletten und die unheimlichen Todesfälle in einem Zusammenhang stehen und bittet daher seine Sprechstundenhilfe Carol, ihr geplantes Date mit dem Sheriff abzusagen und abends lieber auf ihn aufzupassen. Beide entscheiden sich zu einem gemeinsamen Restaurantbesuch. Ein Telefonanruf erreicht Beecher dort, und er muss dringend ins Krankenhaus zu einer Operation fahren. Die Campbell-Tabletten, die er ihr zur Verwahrung überreicht hatte, entwendet er mit einem Trick aus ihrer Handtasche.
Zeitgleich lässt der Sheriff Marions Leiche exhumieren. Beecher spürt, wie während der Operation sein Körper eine Metamorphose durchmacht. Die Tote in Marions Sarg ist jedoch längst verwest, ist also wohl nicht Mrs. Wilkins. Carol wollte im Restaurant nicht länger auf die Rückkehr ihres Chefs warten und macht sich auf den Heimweg. Im Dunkeln fühlt sie sich von jemandem verfolgt und kann im letzten Moment in ihrem Haus Schutz finden. Eine alte Dame, die ihr Hündchen Gassi führt, hat nicht so viel Glück, wird von der umherstreunenden Bestie angefallen und umgebracht. Das hinter einem Baum lauernde Monstrum ist ganz ohne Zweifel Dr. Paul Beecher, der offensichtlich aufgrund der Tabletteneinnahme immer häufiger zu einer Bestie mutiert. Beecher, der weiß, wie gefährlich er in seinem verwandelten Zustand werden kann, will als Erstes seine Tochter Betsy zu ihrer Tante Sally wegschicken. Gegenüber seinem alten Freund Will Beaumont äußert Paul seine Befürchtung, dass er hinter den Morden stehen müsse, da er die Tabletten Campbells dreimal zu sich genommen habe. Stets gegen 23 Uhr würde die Verwandlung stattfinden. Will ist an seiner Seite, als im Labor die Metamorphose Beechers erneut beginnt. Erst einmal zum Monstrum mutiert, greift Paul nunmehr auch Will an und bringt ihn ebenfalls um. Dessen Leiche entsorgt er im laboreigenen Verbrennungsofen.
Am nächsten Tag besuchen Sheriff Donnelly in Begleitung eines weiteren Polizisten das Labor, um Dr. Beaumont zu Campbells, Winstons und seinen Forschungen zu befragen. Da ein Tonband im Labor mitlief, als Paul Will ermordete, weiß nun auch die Polizei über die Zusammenhänge Bescheid. Beecher will sich in seiner Praxis das Leben nehmen, da die Verwandlungen immer häufiger vonstattengehen, da kommt Carol in sein Büro und versucht ihn von der Verzweiflungstat abgehalten. Just in diesem Moment beginnt bei Beecher erneut eine Metamorphose. Als Monster schlägt Beecher seine Sprechstundenhilfe nieder und versucht als Bestie sie umzubringen. Carol schreit, als sie wieder erwacht, rennt aus dem Haus und wird von dem nahenden Sheriff und dem einfachen Streifenpolizisten an dessen Seite gehört. Das Beecher-Ungeheuer verfolgt seine Sprechstundenhilfe und wird wiederum von den beiden Polizeibeamten verfolgt. Es kommt zum Zweikampf Monster versus Sheriff Donnelly, den der Sheriff zu verlieren droht. Der zweite Polizist kommt hinzu und erschießt das Monstrum, das den Sheriff zu erwürgen droht. Im Augenblick des Todes verwandelt sich das Ungeheuer zurück in Paul Beecher.

## Produktionsnotizen
Immer bei Anbruch der Nacht entstand in nur einer Woche, vom 10. bis zum 16. Dezember 1956, und wurde im Juni 1957 uraufgeführt. Die deutsche Premiere fand am 20. Februar 1959 statt.

## Kritik
Der Movie & Video Guide befand: „Nicht ohne einige Verdienste. Beal ist exzellent.“
Halliwell’s Film Guide sah in dem Film einen „dummen Versuch, eine Legende in Science Fiction umzuwandeln“ und schloss mit dem Fazit: „eher lachhaft als unheimlich.“

„In geschickter Steigerung weiß der Film die gängigen Effekte des Horrorgenres zu nutzen.“